# Wzorzec geograficzny

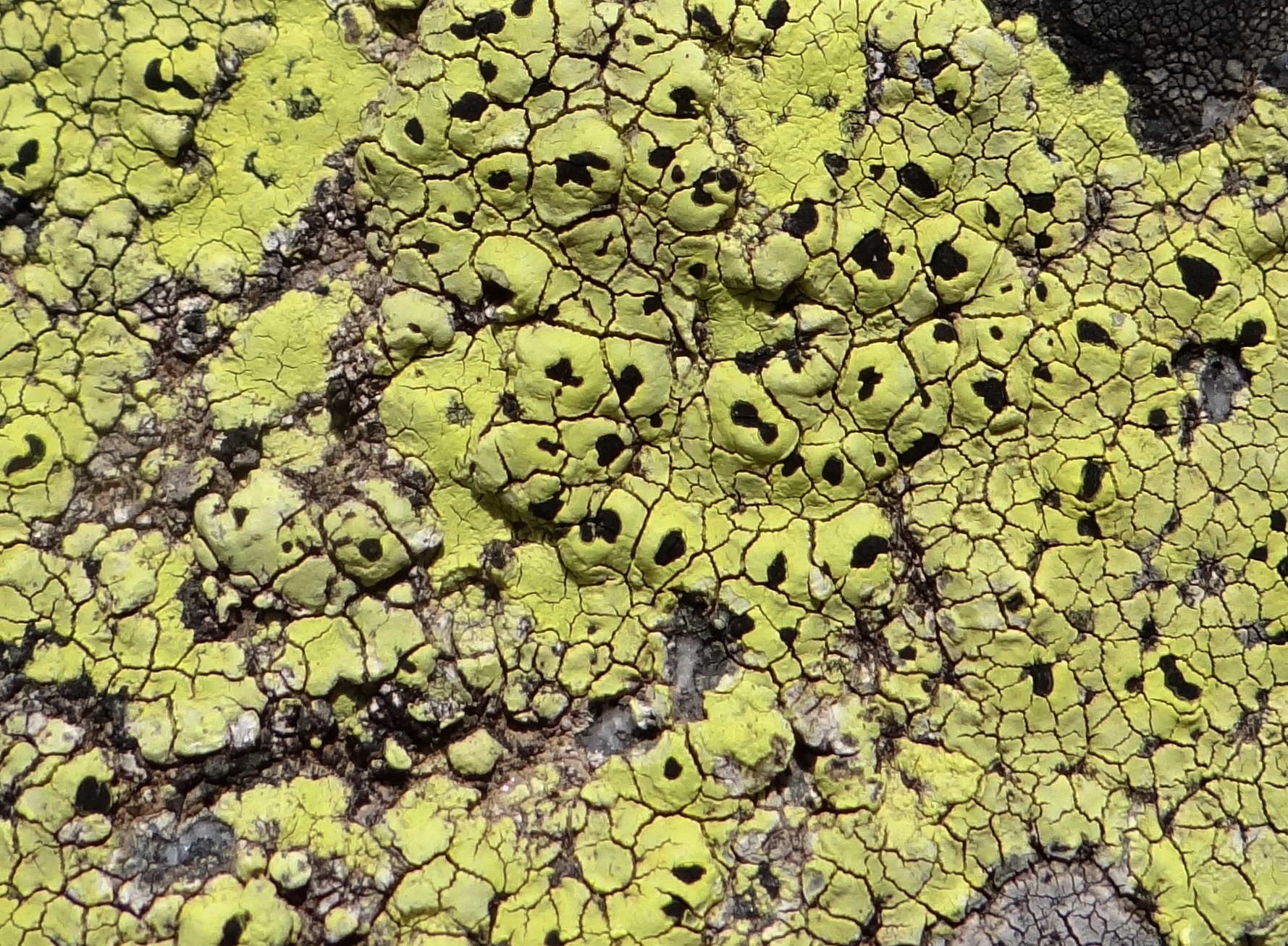
Areolki i apotecja wzorca geograficznego

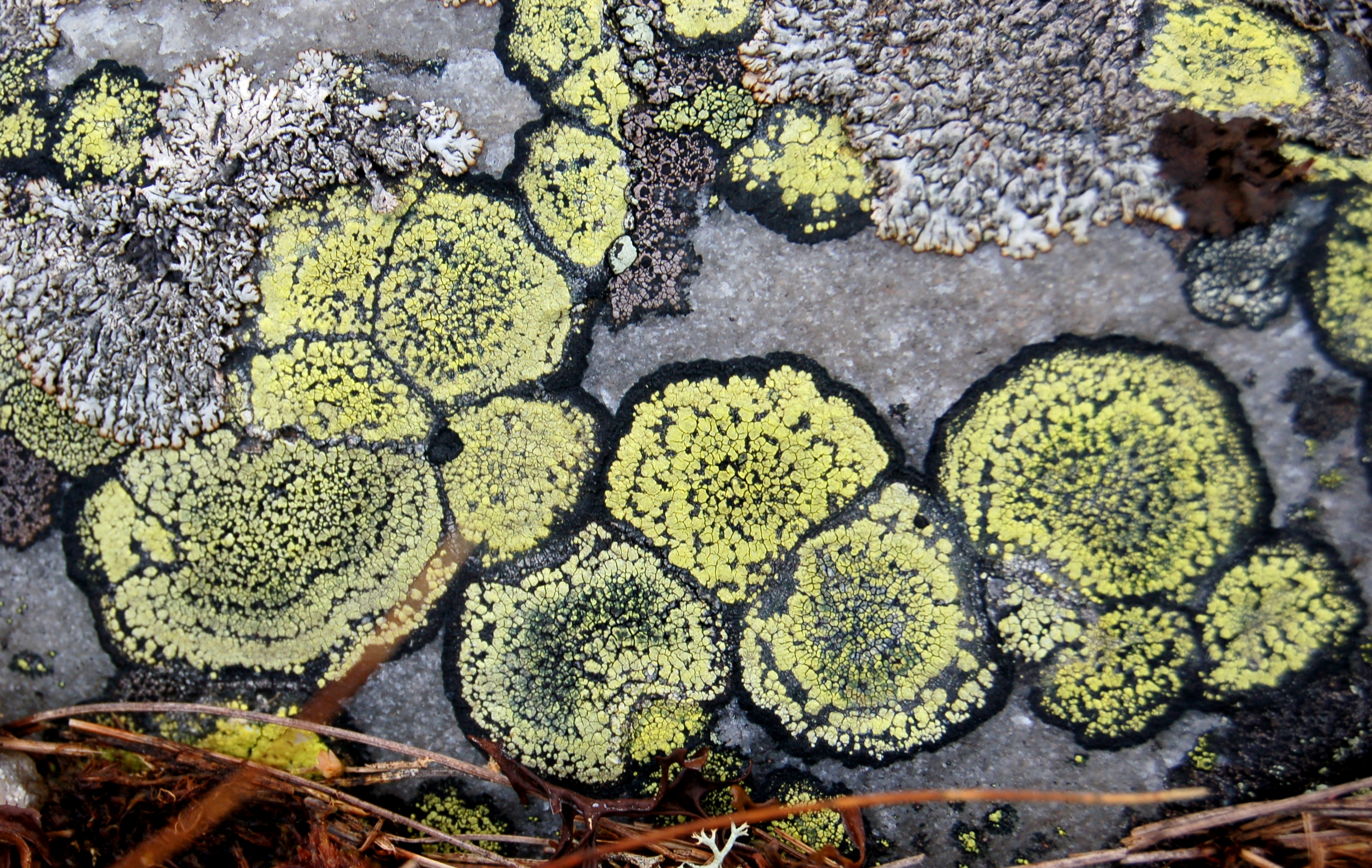

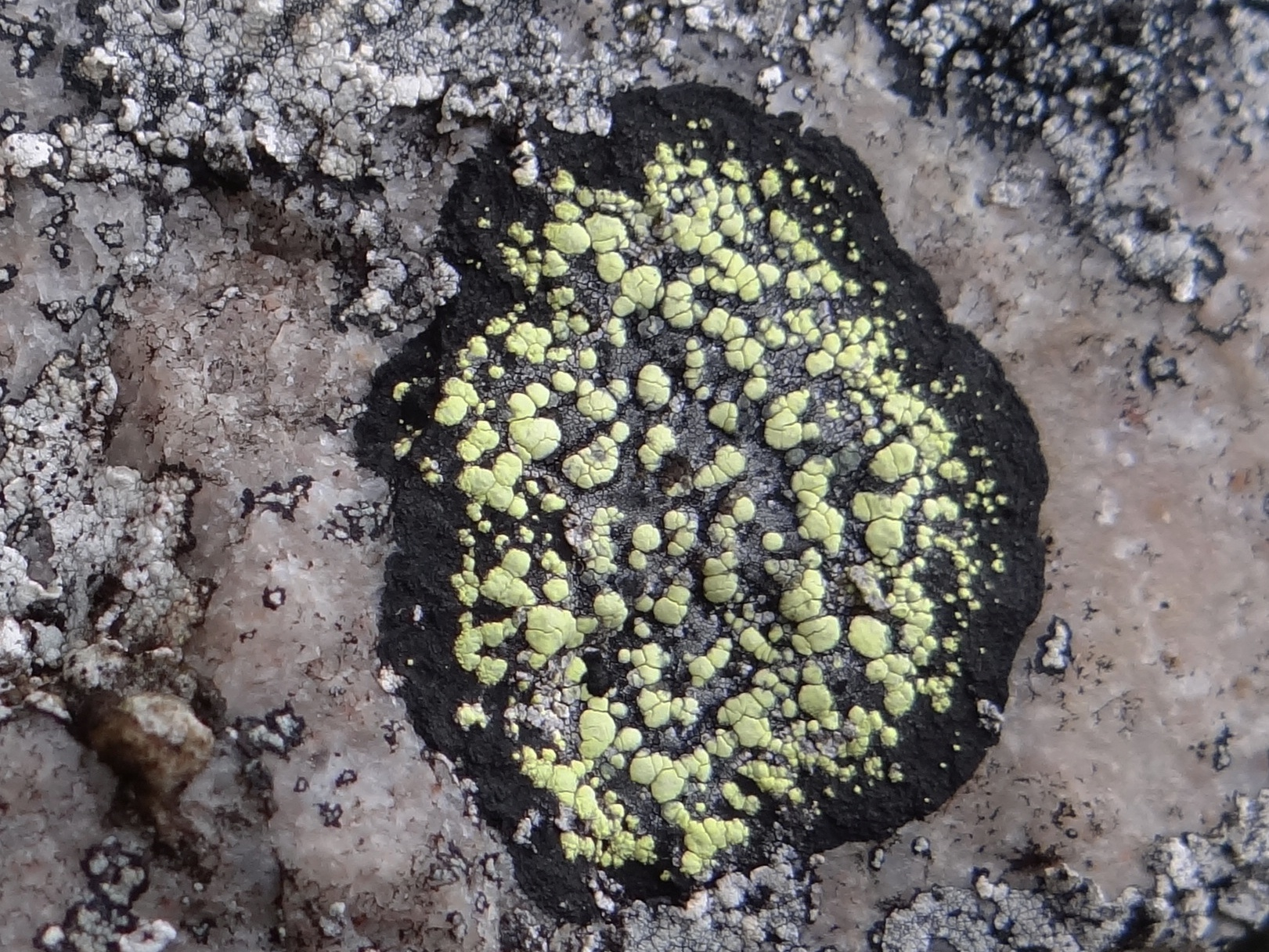
Wyraźne przedplesze

Wzorzec geograficzny (Rhizocarpon geographicum (L.) DC.) – gatunek grzybów z rodziny wzorcowatych (Rhizocarpaceae). Ze względu na współżycie z glonami zaliczany jest do grupy porostów.

## Systematyka i nazewnictwo
Pozycja w klasyfikacji według Index Fungorum: Rhizocarpaceae, Rhizocarpales, Lecanoromycetidae, Lecanoromycetes, Pezizomycotina, Ascomycota, Fungi.
Po raz pierwszy takson ten zdiagnozował w 1753 r. Linneusz nadając mu nazwę Lichen geographicus. Obecną, uznaną przez Index Fungorum nazwę nadał mu w 1805 r. Augustin Pyramus de Candolle przenosząc go do rodzaju Rhizocarpon. Niektóre synonimy naukowe:

- Abacina atrovirens (L.) Norman 1853
- Diplotomma geographicum (L.) Jatta 1880
- Lecidea atrovirens (L.) Ach. 1803
- Lichen atrovirens L. 1753
- Lichen geographicus L. 1753
- Patellaria atrovirens (L.) Wallr. 1831
- Patellaria geographica (L.) Duby 1830
- Rhizocarpon atrovirens (L.) Chevall. 1826
- Rhizocarpon diabasicum Räsänen 1942

Nazwa polska według Krytycznej listy porostów i grzybów naporostowych Polski. Pochodzi od tego, że na skałach porost ten tworzy barwne plamy przypominające mapę geograficzną. 

## Morfologia
Plecha skorupiasta, cienka lub średnio gruba, złożona z kanciastych lub okrągłych areolek. Pojedyncza areolka ma średnicę do 0,7 mm i jest płaska lub wypukła, gładka lub lśniąca. Powierzchnia plechy ma barwę od intensywnie żółtej do zielonożółtej, wyjątkowo tylko białawą, szarawą lub popielatą. Przedplesze jest czarne lub niemal czarne. Jest to plecha heteromeryczna. Fotobiontem jest glon z rodzaju Trebouxia mający kuliste komórki o średnicy 6–16 µm. Reakcje barwne: miąższ I + niebieski, K –, C –, Pd – lub + żółty. Hypotecjum jest brunatne, hymenium bezbarwne lub lekko brunatne i ma wysokość 100–180 μm. 
Pomiędzy areolkami plechy występują czarne o okrągłym lub kanciastym kształcie apotecja lecideowe. Mają płaskie lub słabo wypukłe tarczki i cienki brzeżek, który może być wyraźny i trwały, lub zanikający. Powstają w nich brunatne i murkowate zarodniki z licznymi przegrodami. Rozmiary zarodników: 20–40 × 10–22 μm. W jednym worku powstaje po 8 zarodników. Czarne pyknidy są drobne, nieco brodawkowate i do połowy zanurzone w plesze. Występują szczególnie na obwodzie plechy lub na brzegach areolek, pojedynczo, lub w skupiskach. Powstają w nich wałeczkowate, proste lub niemal proste pykniospory o długości 8–9 μm.

## Czynności życiowe
Posiada typową dla porostów zdolność przetrwania nawet długiego okresu suszy. Rośnie bardzo wolno, ale jest długowieczny – znane są okazy liczące sobie wiele tysięcy lat. Jest też wytrzymały na skrajne warunki. W maju 2005 umieszczono na orbicie wokółziemskiej otwartą kapsułę zawierającą dwa porosty: wzorzec geograficzny i złotorost pyszny (Xanthoria elegans). Przebywały przez 15 dni w ekstremalnych warunkach (próżnia, bardzo niska temperatura i promieniowanie kosmiczne), po powrocie na ziemię wznowiły swoje czynności życiowe.
Wzorzec geograficzny wytwarza kilka metabolitów wtórnych: kwas barbatowy, kwas psoromowy, kwas gyroforowy i kwas rizokarponowy – ten ostatni nadaje plesze żółtą barwę, pozostałe są bezbarwne.

## Występowanie i siedlisko
Gatunek kosmopolityczny występujący na wszystkich kontynentach i na wielu wyspach. Występuje również w skrajnie dla roślin nieprzyjaznych warunkach na Antarktydzie, dalekiej północy i w wysokich górach. Związany jest ze skałami krzemianowymi i piaskowcowymi. Rośnie w miejscach dobrze oświetlonych. W Polsce jest pospolity w górach, na niżu jest bardzo rzadki i występuje tutaj wyłącznie na głazach narzutowych.

## Znaczenie
- Jest gatunkiem pionierskim i przyczynia się do wytwarzania gleby na głazach, dzięki czemu możliwe staje się później zasiedlenie ich przez inne organizmy[5],
- jest używany w lichenometrii do określania wieku powierzchni skalnych.